# Selección femenina de voleibol de Puerto Rico
La selección femenina de voleibol de Puerto Rico es el equipo representativo del país en las competiciones oficiales de voleibol. Su organización está a cargo de la Federación Puertorriqueña de Voleibol. Participa en los torneos organizados por la NORCECA, así como en los de la Federación Internacional de Voleibol.
En junio de 2023 el equipo ganó invicto el Final Four de NORCECA clasificatorio a la Copa Challenger de 2024, tras derrotar a las Islas Vírgenes, Trinidad y Tobago y Costa Rica sin perder un set a lo largo de la competencia.

## Resultados

### Campeonatos mundiales
Campeones       Subcampeones       Tercer lugar       Cuarto lugar
| Campeonato Mundial de Voleibol Femenino | Campeonato Mundial de Voleibol Femenino | Campeonato Mundial de Voleibol Femenino | Campeonato Mundial de Voleibol Femenino | Campeonato Mundial de Voleibol Femenino | Campeonato Mundial de Voleibol Femenino | Campeonato Mundial de Voleibol Femenino | Campeonato Mundial de Voleibol Femenino |
| Año                                     | Ronda                                   | Posición                                | PJ                                      | G                                       | P                                       | SG                                      | SP                                      |
| --------------------------------------- | --------------------------------------- | --------------------------------------- | --------------------------------------- | --------------------------------------- | --------------------------------------- | --------------------------------------- | --------------------------------------- |
| 1952                                    | No participó                            | No participó                            | No participó                            | No participó                            | No participó                            | No participó                            | No participó                            |
| 1956                                    | No participó                            | No participó                            | No participó                            | No participó                            | No participó                            | No participó                            | No participó                            |
| 1960                                    | No participó                            | No participó                            | No participó                            | No participó                            | No participó                            | No participó                            | No participó                            |
| 1962                                    | No participó                            | No participó                            | No participó                            | No participó                            | No participó                            | No participó                            | No participó                            |
| 1967                                    | No participó                            | No participó                            | No participó                            | No participó                            | No participó                            | No participó                            | No participó                            |
| 1970                                    | No clasificó                            | No clasificó                            | No clasificó                            | No clasificó                            | No clasificó                            | No clasificó                            | No clasificó                            |
| 1974                                    | 1.ª ronda                               | 22.° lugar                              | 2                                       | 0                                       | 2                                       | 0                                       | 6                                       |
| 1978                                    | No clasificó                            | No clasificó                            | No clasificó                            | No clasificó                            | No clasificó                            | No clasificó                            | No clasificó                            |
| 1982                                    | 1.ª ronda                               | 17.° lugar                              | 3                                       | 0                                       | 3                                       | 0                                       | 9                                       |
| 1986                                    | No clasificó                            | No clasificó                            | No clasificó                            | No clasificó                            | No clasificó                            | No clasificó                            | No clasificó                            |
| 1990                                    | No clasificó                            | No clasificó                            | No clasificó                            | No clasificó                            | No clasificó                            | No clasificó                            | No clasificó                            |
| 1994                                    | No clasificó                            | No clasificó                            | No clasificó                            | No clasificó                            | No clasificó                            | No clasificó                            | No clasificó                            |
| 1998                                    | No clasificó                            | No clasificó                            | No clasificó                            | No clasificó                            | No clasificó                            | No clasificó                            | No clasificó                            |
| 2002                                    | 2.ª ronda                               | 12.° lugar                              | 8                                       | 3                                       | 5                                       | 9                                       | 15                                      |
| 2006                                    | 2.ª ronda                               | 16.° lugar                              | 9                                       | 2                                       | 7                                       | 6                                       | 22                                      |
| 2010                                    | 1.ª ronda                               | 20.° lugar                              | 5                                       | 1                                       | 4                                       | 3                                       | 12                                      |
| 2014                                    | 1.ª ronda                               | 17.° lugar                              | 5                                       | 1                                       | 4                                       | 5                                       | 12                                      |
| 2018                                    | 2.ª ronda                               | 14.° lugar                              | 9                                       | 3                                       | 6                                       | 10                                      | 19                                      |
| / 2022                                  | 2.ª ronda                               | 15.° lugar                              | 9                                       | 3                                       | 6                                       | 10                                      | 20                                      |
| Total                                   | 0 titles                                | 8/19                                    | 50                                      | 13                                      | 37                                      | 43                                      | 115                                     |